# Pithecellobium seleri
Pithecellobium seleri är en ärtväxtart som beskrevs av Hermann August Theodor Harms. Pithecellobium seleri ingår i släktet Pithecellobium och familjen ärtväxter. IUCN kategoriserar arten globalt som starkt hotad. Inga underarter finns listade i Catalogue of Life.